# ایستگاه متروی کینگز کراس سنت پنکراس
ایستگاه متروی کینگز کراس سنت پنکراس (انگلیسی: King's Cross St. Pancras tube station) یکی از ایستگاه‌های متروی لندن است.
این ایستگاه که در منطقه کمدن لندن قرار دارد در سال ۱۸۶۳ تأسیس شده و جزئی از خط سیرکل، خط همرسمیت و سیتی، خط متروپولیتن، خط شمالی متروی لندن، خط پیکدیلی و خط ویکتوریا می‌باشد.

## نگارخانه

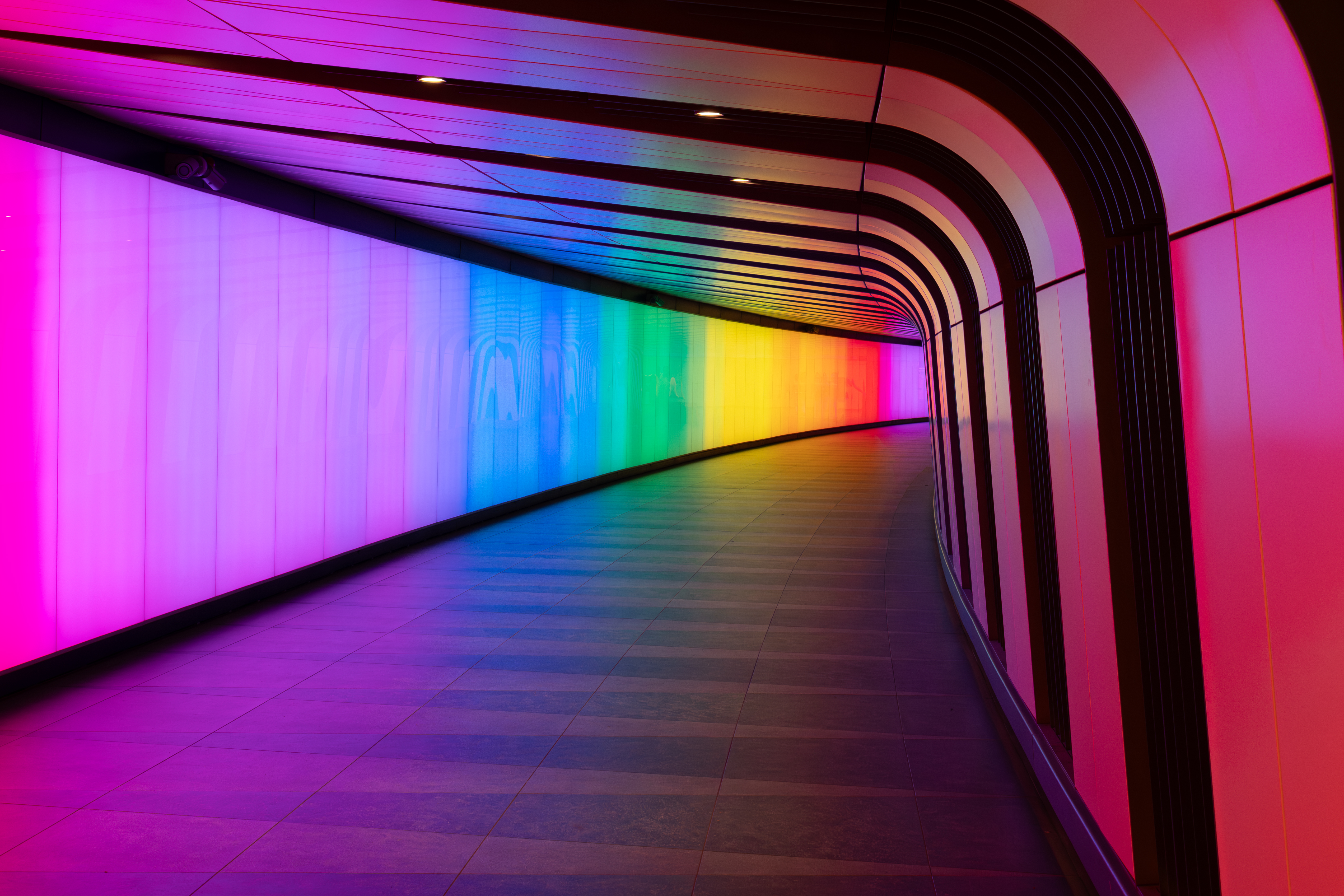
تونل ایستگاه متروی کینگز کراس لندن برای ماه پراید با رنگ‌های رنگین‌کمانی روشن شده‌است.
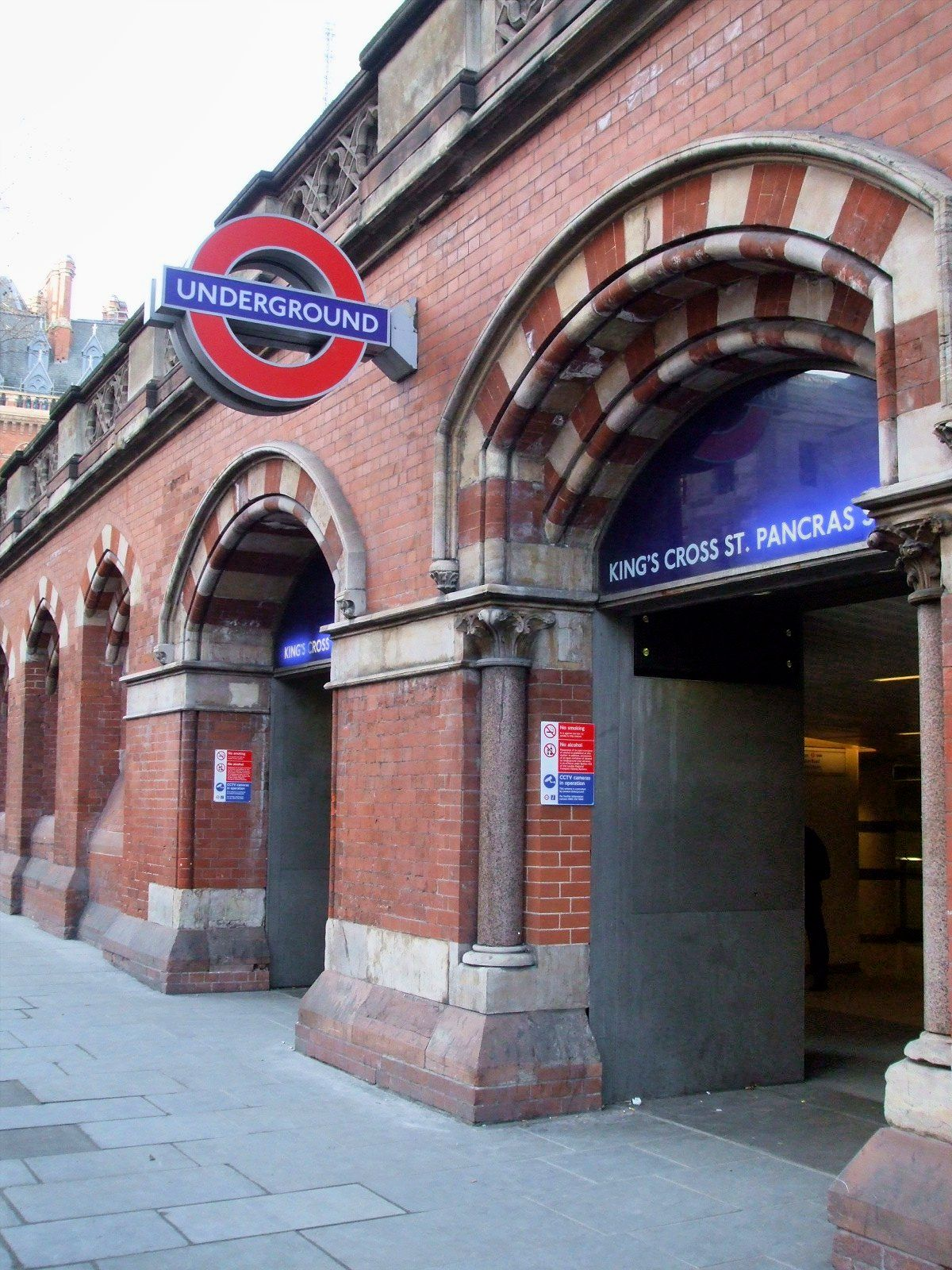
ورودی ایستگاه از شمال تقاطع خیابان یوستون و پنکراس
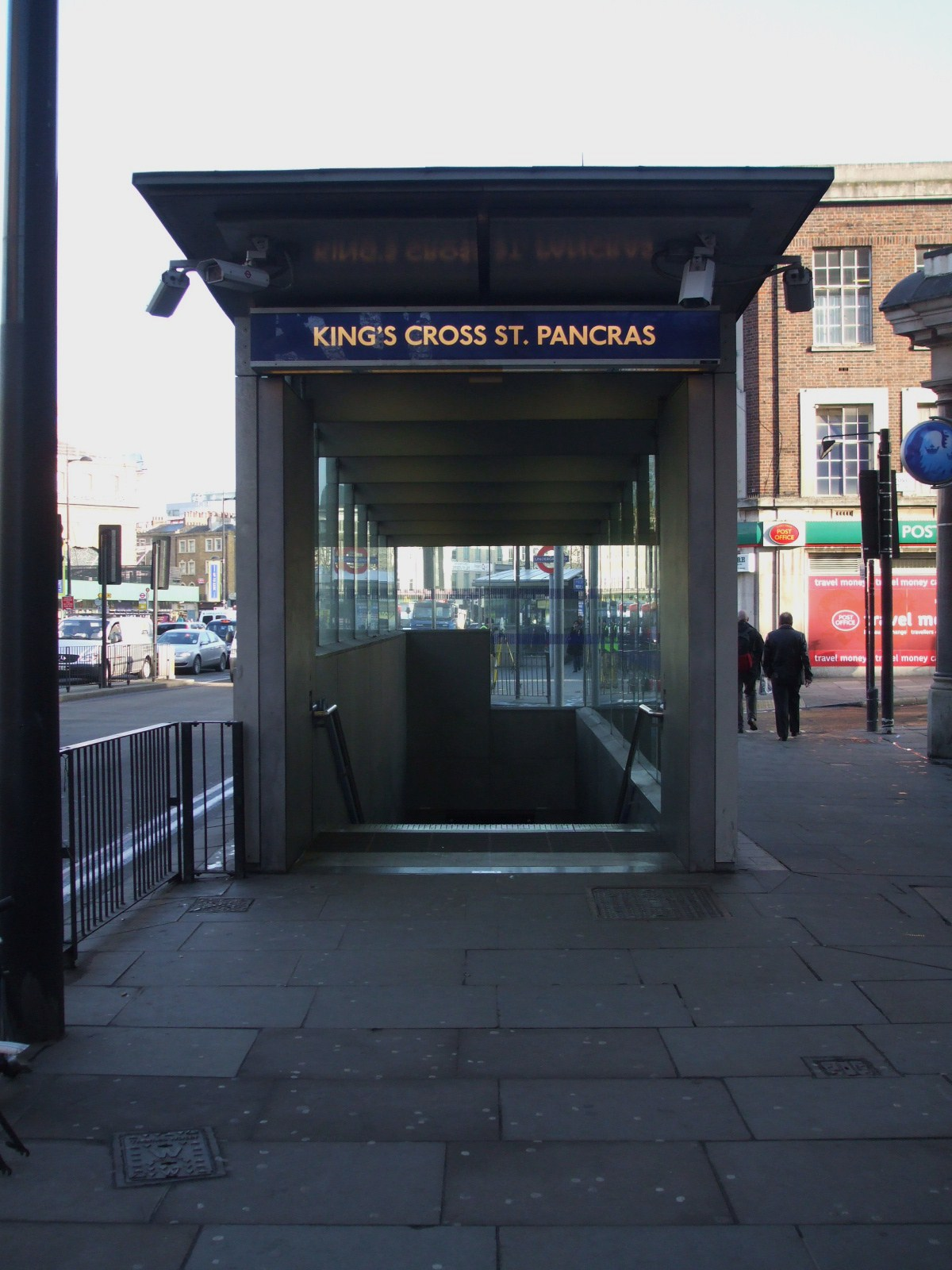
ورودی ایستگاه از جنوب تقاطع خیابان یوستون و پنکراس
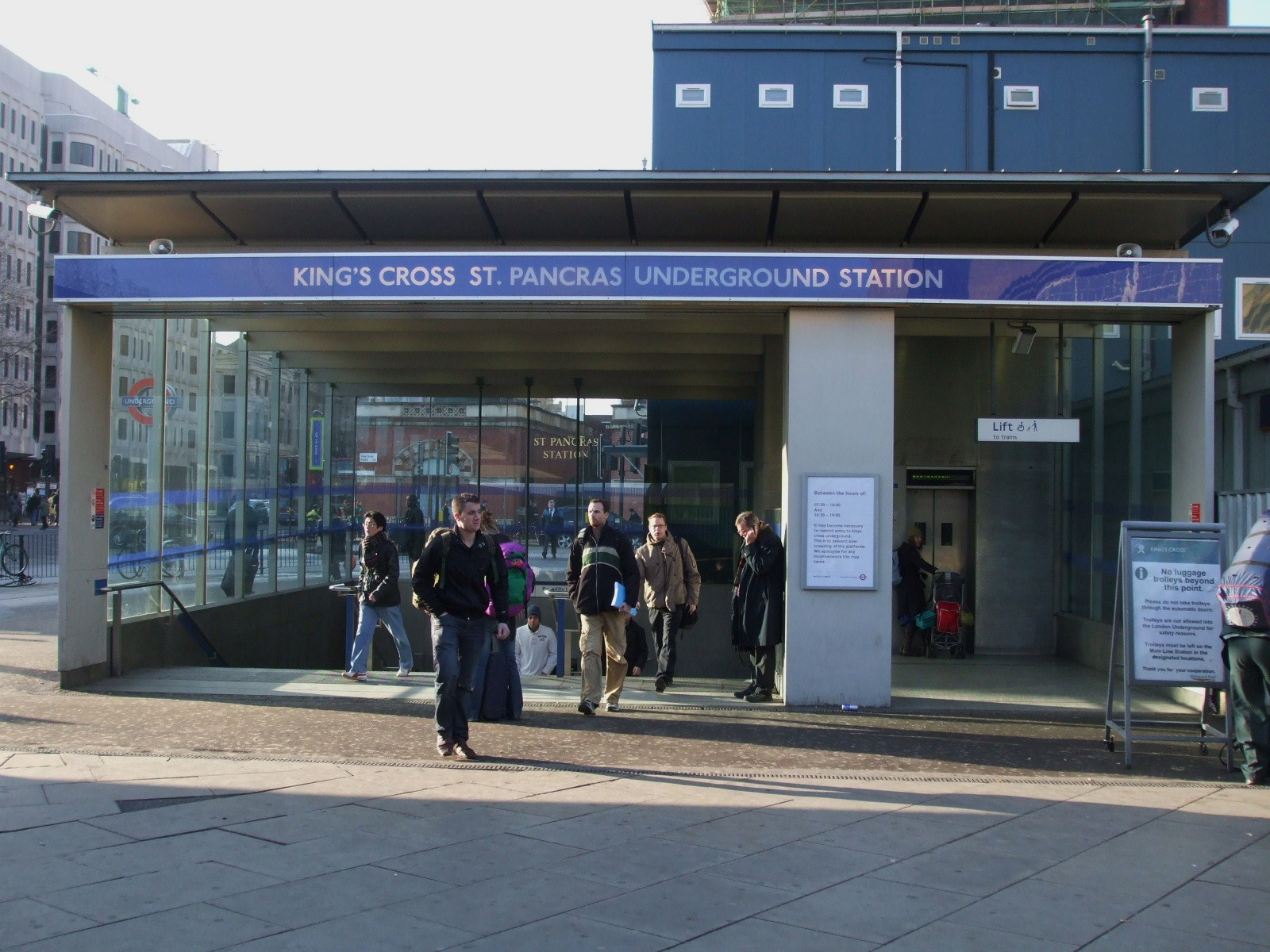
ورودی ایستگاه از شمال شرقی تقاطع خیابان یوستون و پنکراس
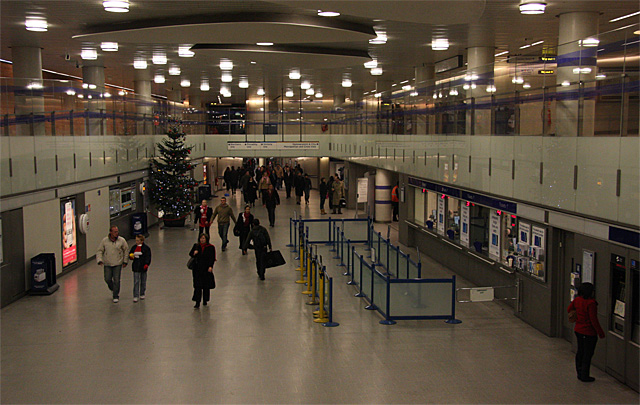
سالن جدید فروش بلیط
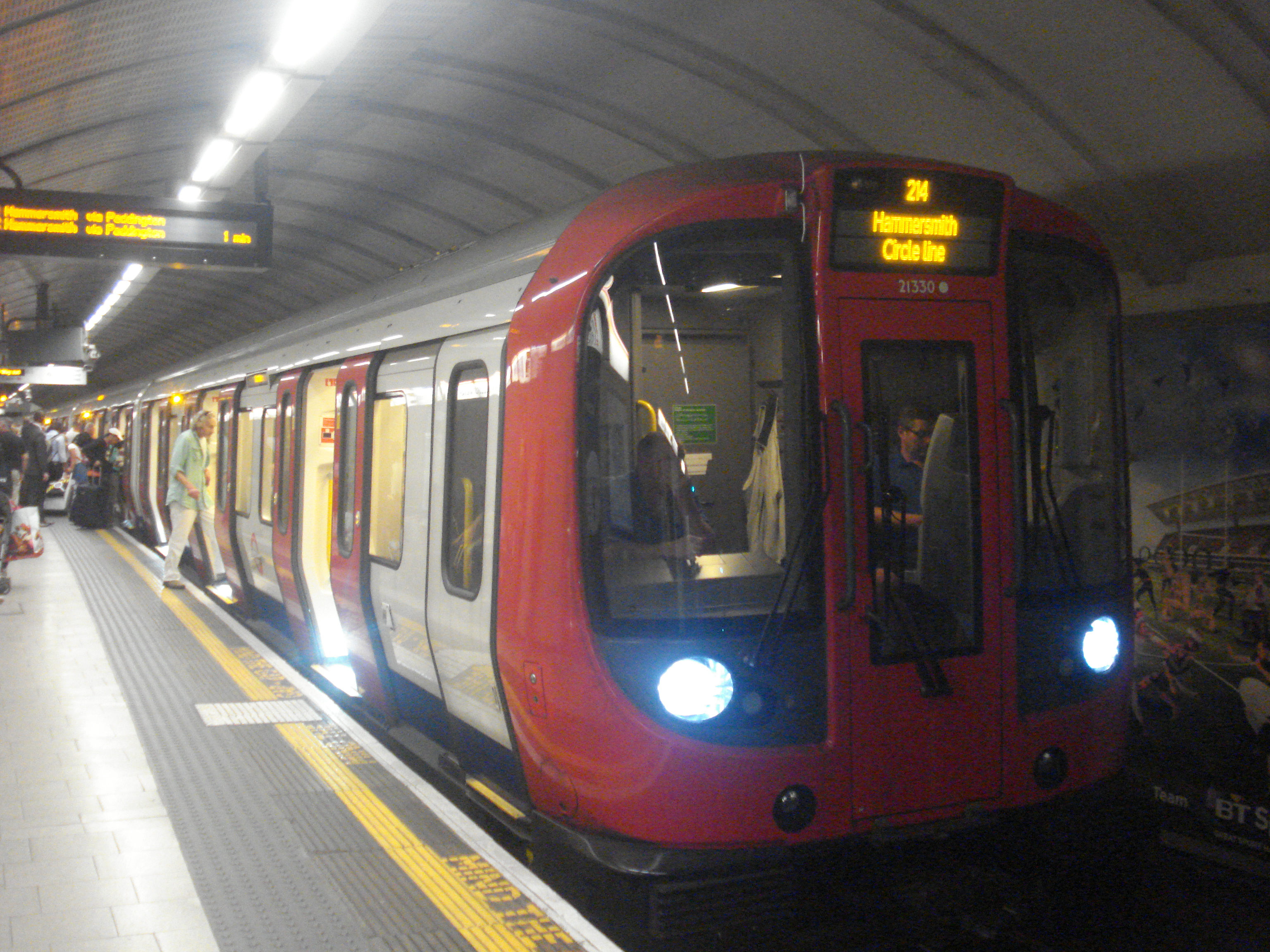
سکو خط سیرکل
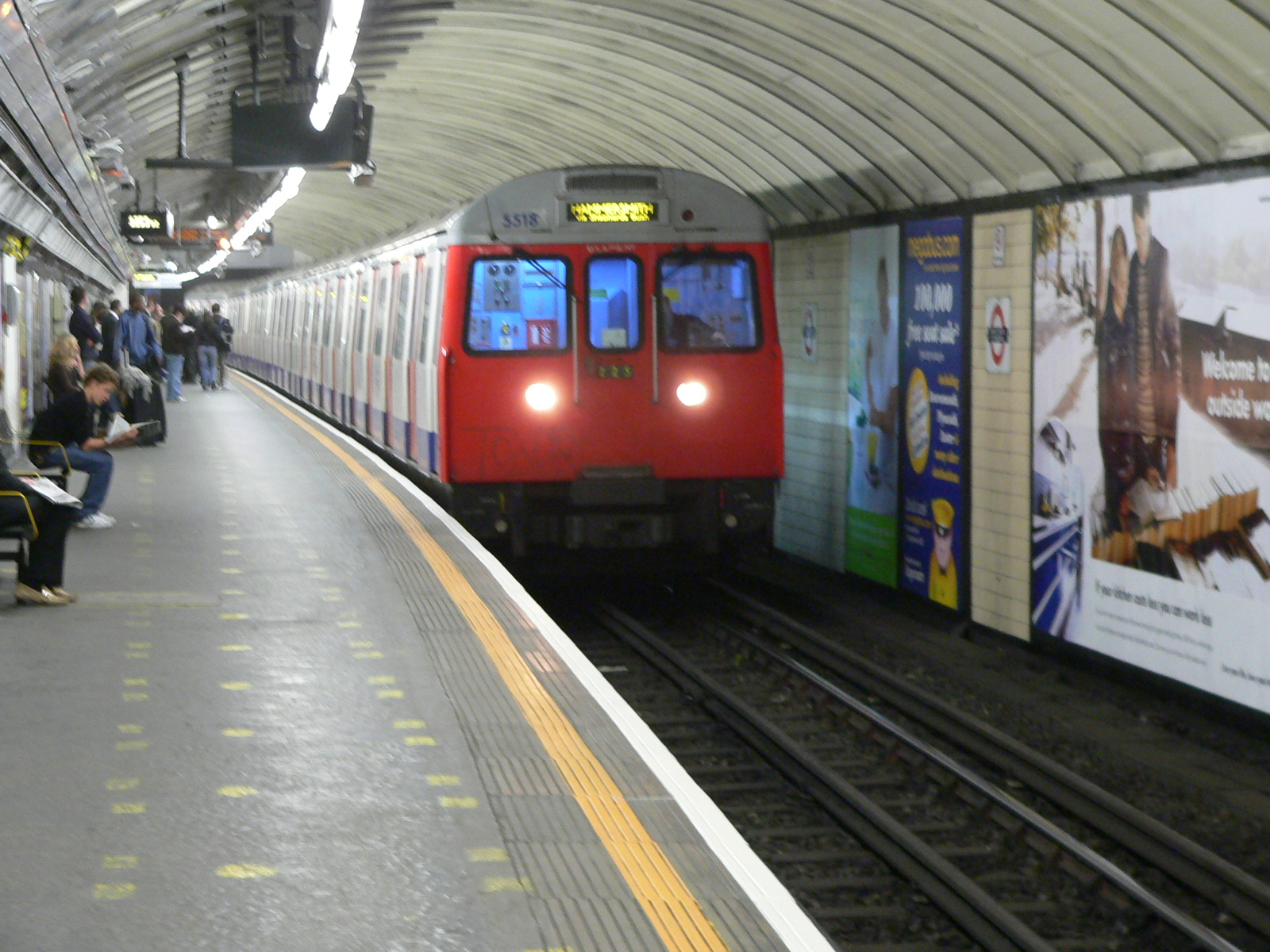
سکو خط همرسمیت و سیتی
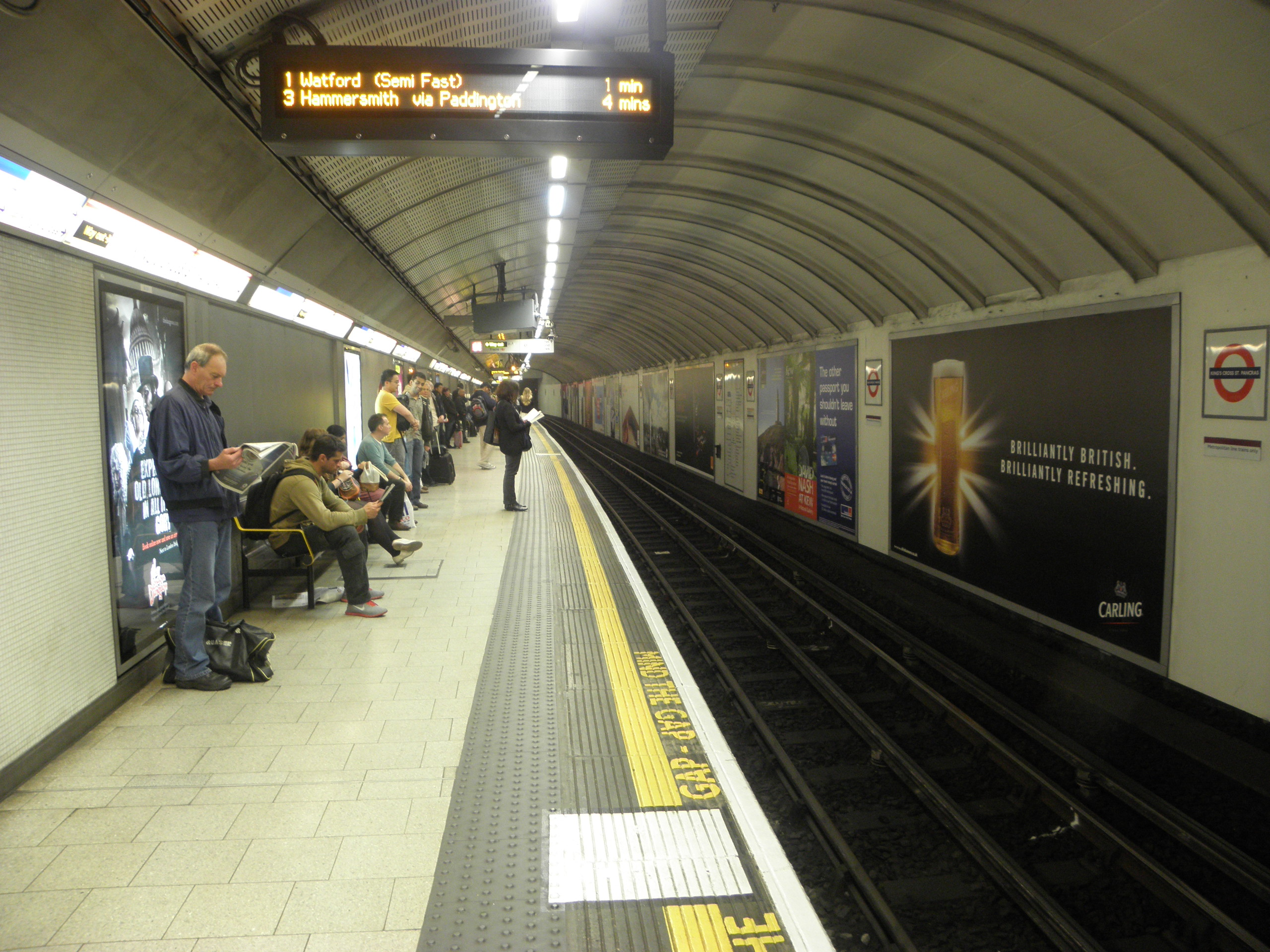
سکو خط سیرکل، همرسمیت و سیتی و متروپولیتن
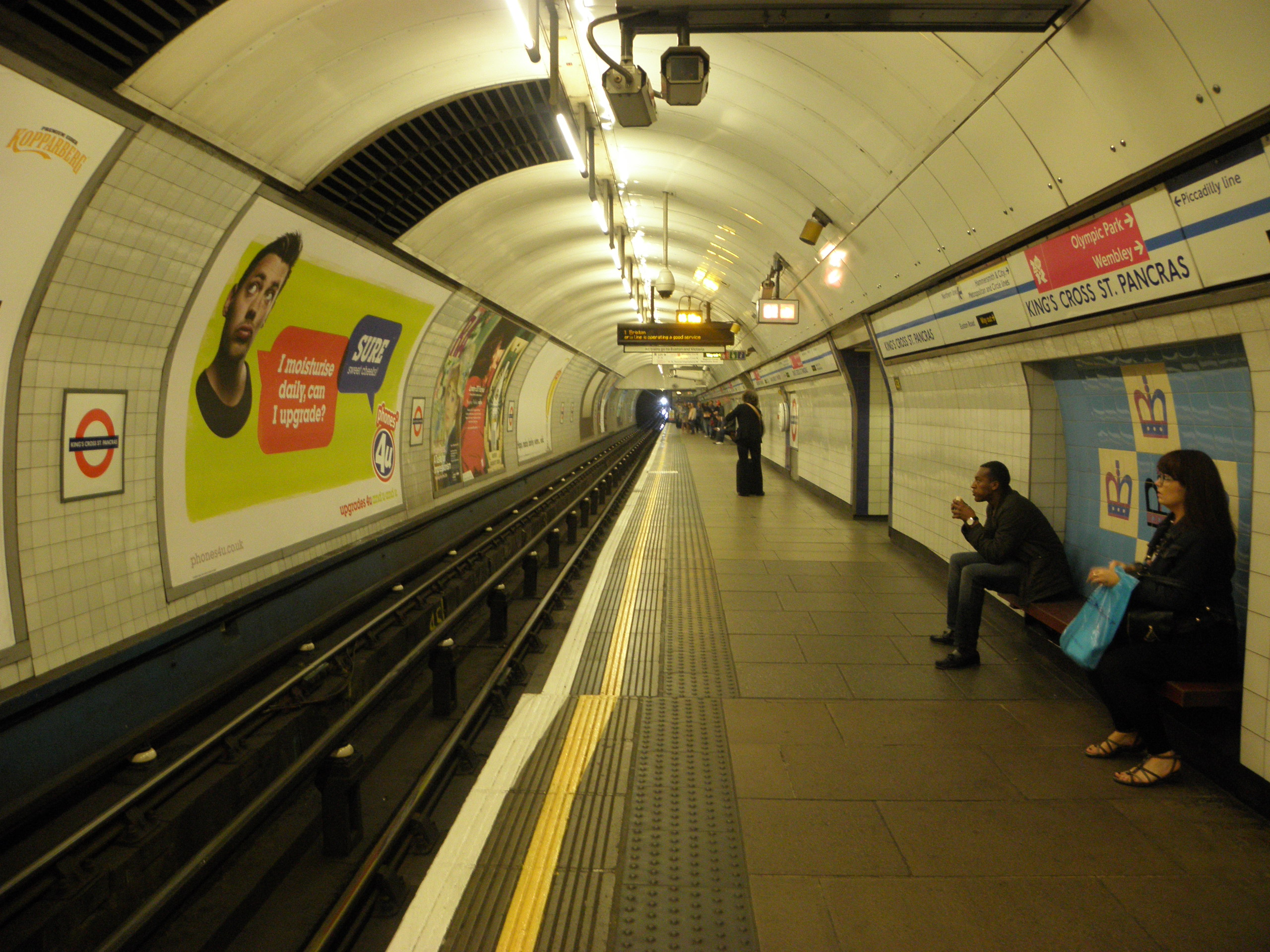
سکو خط ویکتوریا